# Хуліан Санчес (стрибун у воду)
Хуліан Санчес (22 серпня 1988) — мексиканський стрибун у воду.
Учасник Олімпійських Ігор 2012 року.
Призер Чемпіонату світу з водних видів спорту 2011 року.